# Diamantino Prata de Carvalho
Diamantino Prata de Carvalho (ur. 20 listopada 1940 w Manteigas) – brazylijski duchowny rzymskokatolicki, w latach 1998-2015 biskup Campanha.

## Życiorys
Święcenia kapłańskie przyjął 10 grudnia 1972. 25 marca 1998 został prekonizowany biskupem Campanha. Sakrę biskupią otrzymał 2 maja 1998. 25 listopada 2015 przeszedł na emeryturę.